# سربازی اجباری در ایران

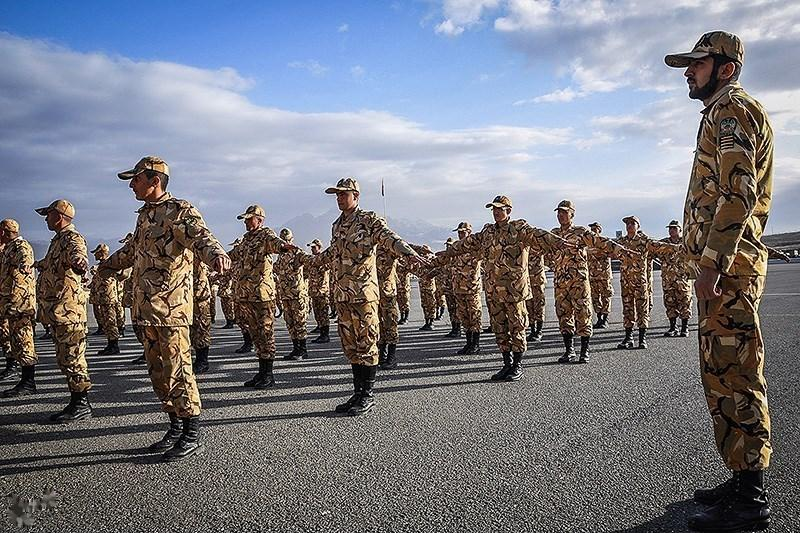
پادگان آموزشی کرمانشاه؛ از کانون‌های مهم آموزش سربازان نیروی زمینی ارتش جمهوری اسلامی ایران

بدون ارتش
سربازی اختیاری
سربازی اجباری
سربازی اجباری است، اما همه مشمولان اعزام نمی‌شوند؛ کمتر از ۲۰ درصد مشمولان (در صورتی که هم مردان و هم زنان مشمول باشند) یا ۴۰ درصد مردان (در صورتی که مردان مشمول باشند) به خدمت اعزام می‌شوند
در حال برچیدن سربازی اجباری
بدون داده

سربازی در ایران اجباری است و بر پایهٔ قانون اساسی جمهوری اسلامی ایران، همهٔ مردان بالای ۱۸ سال ایرانی، به جز مواردی که استثنا شده‌اند، باید به سربازی بروند. مردان ایرانی، پیش از پایان دادن به سربازی اجباری، از انجام بسیاری از خدمات دولتی و بهره‌مندی از خدمات شهروندی، بازداشته می‌شوند؛ مگر با داشتن مدرک معافیت دائمی یا موقت.
لغو سربازی اجباری در بیشتر کشورها و باقی ماندن آن در ایران انتقادهایی انسانی و قانونی را از سوی بسیاری در پی داشته‌است. وجه مشترک این انتقادها مواردی چون آمار بالای خودکشی سربازان وظیفه، اتلاف وقت مردان، بیگاری، تبعیض جنسیتی، تبعیض تحصیلی، افسردگی حاصل از خدمت و محرومیت از حقوق شهروندی در صورت غیبت از سربازی می‌باشد. به همین دلیل شمار غایبان از سربازی بسیار زیاد شده‌است. در قوانین ایران گروهی از افراد به‌دلیل داشتن برخی معافیت‌ها مانند تواناییِ برای خرید سربازی یا داشتنِ سهمیه‌های جانبازی کافی، از سربازی اجباری کاملاً معاف می‌شوند. تصویب و اجرا این قوانین و معافیت افراد خاص، همیشه مورد بحث بوده است. موافقان اندکِ سربازی اجباری در ایران، به «ساخته‌شدن جوان» و «ادای دِین به میهن» به عنوان چرایی‌های موافقت خود، اشاره می‌کنند و مخالفان پرشمار آن، استدلال‌هایی دیگر دارند که شامل رنج سربازان می‌شود. طلاق، آسیب‌های روانی و مهاجرت نخبگان، آسیب به اقتصاد سربازان و خانواده‌شان و عقب‌انداختن ازدواج آنان، از دلایل مخالفان سربازی اجباری بوده‌اند. با این وجود، مسئولان جمهوری اسلامی برای دهه‌ها، هیچ تغییر بنیادینی در اصل سربازی در ایران، نداده‌اند و به انتقادات، بی‌توجه بودند به نحوی که هنوز، خدمت در این کشور، حالتی اجباری دارد.
رابطه‌ای تعاملی میان سیاست‌گذاری خدمت سربازی در ایران و فرایند ملت‌سازی در ایران، وجود داشته‌است. روشی که در دوره رضاشاه، برای تسریع در ملت‌سازی، به‌کار رفت. بر پایه پژوهشی در نشریه پژوهش‌های راهبردی سیاست، سربازی در ایران افزون بر آموزنده سبک زندگی، بلکه به‌عنوان آموزنده‌ای برای ارزش پاسداری از وطن به جوانان، عمل می‌کند و نقش مهمی در تحکیم قدرت دولت مرکزی داشته‌است.
کاهش هزینه امنیتی کشور نیز دیگر حسن سربازی در ایران است که چالش‌هایی را در رسانه‌ها مرکز توجه کرده‌است. خرید و فروش سربازی و سربازی حرفه‌ای، به‌عنوان پاسخ‌هایی به این چالش‌ها، مطرح شده‌اند.

## پیشینه
ارتش ایران از دوره‌های بسیار قدیم همواره از دو دسته سپاهیان ثابت که همیشه در حال خدمت نظامی به شاه بودند و دستهٔ سپاهیان موقت که فقط هنگام ضرورت جمع می‌شدند تشکیل شده بود. در پادشاهی‌های هخامنشی، اشکانی و ساسانی تا زمان زندیان همواره این دو دسته وجود داشتند و حکام ساتراپی‌ها و ولایات در هر جنگ و پیشامدی نیروهای ثابت و موقت خود را به خدمت شاه می‌فرستادند. گروه موقت فقط تا پایان جنگ در خدمت باقی می‌ماندند ولی گروه ثابت به سربازخانه‌ها و پادگان‌های خود بازمی‌گشتند.

### بنیچه
بُنیچه که آن را اشتقاقی از واژه «بُن» به معنی جفت می‌دانند نظامی برای دریافت مالیات و سربازگیری بوده که از عصر ایلخانیان تا اواخر دورهٔ قاجار در ساختار حکومتی و مالی ایران رواج داشته است. بنه واحد تقسیم مالیات در روستاها بود و در اصطلاح کشاورزان به مقدار زمینی گفته می‌شد که با یک جفت گاو می‌توانستند آن را شخم بزنند. مالیات‌گیری در این نظام ترتیب خاص خود را داشته اما در حوزهٔ سربازگیری هر روستا متعهد می‌شده تا شمار مشخصی از جوانان را برای خدمت سربازی به حکومت تحویل دهد. تعداد سرباز از میزان بنیچهٔ مالیاتی هر واحد جغرافیایی مشخص می‌شد و روستاییان موظف بودند آن تعداد سرباز را تأمین کنند. هزینهٔ سفر سرباز تا محل اردوگاه و هزینه زندگی خانوادهٔ او در مدت سربازی برعهدهٔ صاحب بنیچه بود.
برای مثال در زمان فتحعلی‌شاه قاجار ناحیهٔ جندق و بیابانک موظف بود ۳۰۰ سرباز به حکومت تحویل بدهد. با وجود آنکه مأموران سربازگیری بسیار سخت‌گیر بودند اما بسیاری از خانواده‌های ثروتمند با پرداخت رشوه از خدمت سربازی معاف می‌شدند.

### قاجار
در سال ۱۱۸۶ خورشیدی پس از امضای عهدنامه فینکنشتاین، ژنرال گاردان از طرف ناپلئون بناپارت به ایران آمد. وی در گزارش جامعی که در ۲۴ دسامبر ۱۸۰۷ (۲ دی ۱۱۸۶) برای بناپارت فرستاده توضیح داده که «در ایران هر ایلی ملزم است مقدار معینی سوار بدهد.»
در اسناد نظامی فرانسه گزارش دیگری مربوط به سال ۱۸۳۱ میلادی (۱۲۱۰ خورشیدی) برابر با سال‌های پایانی زندگی فتحعلی‌شاه وجود دارد که در خصوص شیوه سربازگیری در آن دوره این‌طور نوشته: «نحوه سربازگیری در ایران به روش ملوک‌الطوایفی است، هر استان و شهرستان، به استثناء چند شهر، باید عده‌ای سوار با اسب بدهد و اگر سربازی فرار کند، یکی از بستگانش را به جای او به خدمت سربازی خواهند برد.» اگر ناحیه یا شهرستانی که باید تعدادی سرباز بدهد، به علتی از فرستادن سرباز خودداری می‌کرد، برابر قرارداد و صورت دیوانی بایستی به ازای هر سرباز مبلغی وجه نقد به عنوان پیشکش به خزانه شاه یا ولیعهد می‌پرداخت تا با آن پول از محل دیگری سرباز فراهم نمایند.
امیرکبیر بنیچه‌بندی را سر و شکل منظم‌تری داد تا بتواند قشونی منظم به استعداد ۵۰ فوج پیاده‌نظام که هر کدام ۱۰۰۰ نیرو داشته باشند تشکیل دهد. هر شهر یا قصبه‌ای که سرباز نمی‌داد، باید مالیات بیشتری می‌داد. در نظام بنیچه از هر ۱۰ نفر جوان که شرایط خدمت را داشتند، یک نفر باید به خدمت در افواج نظامی می‌پیوست. یکی از اصلاحات امیرکبیر این بود که ۹ نفر دیگری که به سربازی نمی‌رفتند باید به خانواده سرباز مقدار مشخصی گندم می‌دادند. جریمهٔ فرار از سربازی به شدت سخت بوده است و از آنجا که قانون یکسانی برای آن وجود نداشته، فرماندهان محلی یا مرکزی به تشخیص خود معمولا فرد را تازیانه می‌زدند. برای مثال روزنامه وقایع اتفاقیه در خرداد ۱۲۳۰ خورشیدی ذیل عنوان اخبار قشونی خبر از هزار تازیانه به دو سرباز قزوینی که از فوج خود فرار کرده بودند داده است.
ناصرالدین‌شاه قاجار در سال ۱۲۸۲ قمری (۱۲۴۴ خورشیدی) به سپه‌سالار اعظم دستور داد برای ایجاد نظم در قشون ایران و وحدت رویه در تکالیف دولت نسبت به سربازان، تکالیف آحاد افراد نظامی نسبت به دولت، حدود تنبیهات و پاداش نظامیان، قانون نظامی تهیه کند. این قانون در کتابی تحت عنوان «کتابچهٔ قانون نظامیه» به نگارش درآمد و در روز ۳ ربیع‌الثانی ۱۲۸۲ قمری به حکم ناصرالدین‌شاه به تمام افواج ایران ابلاغ گردید و همهٔ آنها مکلف به اجرای آن شدند.

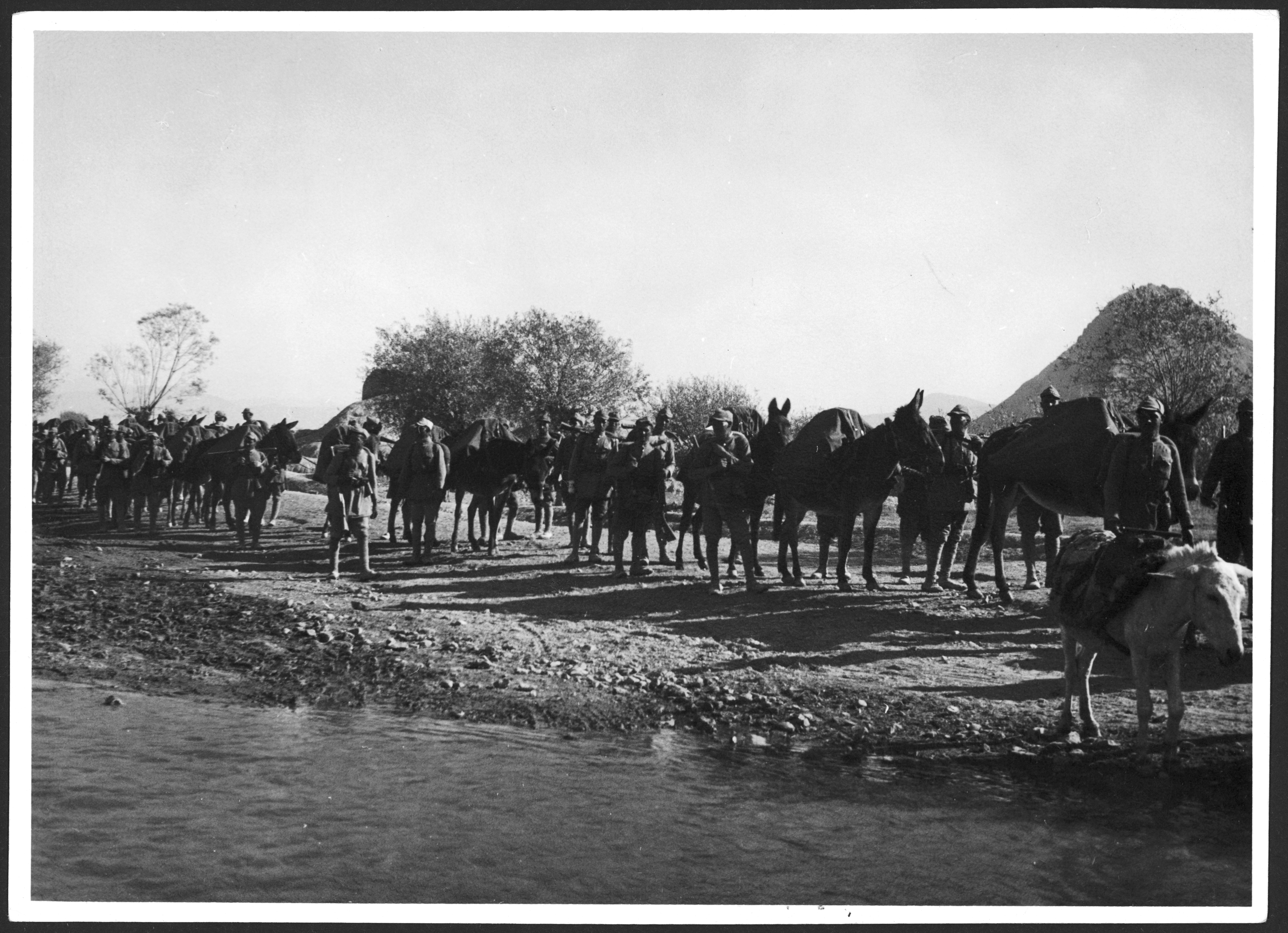
یک دسته سرباز ارتش در نزدیکی تهران (حدوداً ۱۳۱۴)

فصل چهارم از باب اول این کتاب «در وضع گرفتن و مدت خدمت و قرار فراری» می‌باشد. در مادهٔ اول می‌خوانیم که بهترین راه برای گرفتن سرباز این است که ابتدا تحریر نفوس (سرشماری) انجام شود ولی با توجه به اینکه چنین امر سترگی هنوز در ایران انجام نگرفته بود، قانون به صاحب‌منصبان (افسران) هر فوج اجازه می‌داد طبق توافق با مالک هر ده یا ولایت، تعداد مورد نیاز سرباز خود را تأمین کنند. مالک یا کدخدا باید تضمین عدم فرار سرباز را هم می‌دادند و در صورت فرار سرباز از محل خدمت، هر شخصی اعم از اعضای خانواده یا ضامن‌ها موظف بود جای خالی او را در محل سربازی پر کند تا سرباز فراری به محل سربازی بازگردد. اگر مشخص می‌شد خانوادهٔ سرباز فراری او را پنهان کرده‌اند و به مقامات خبر نداده‌اند، وزارت جنگ مأموری برای تخریب خانهٔ آن خانواده می‌فرستاد.
اما مدت سربازی طبق مادهٔ سوم این قانون ۱۰ سال تعیین گردیده بود به این شکل که هر دو سال یک مرخصی دو ساله به سرباز داده می‌شد و در نهایت یک سرباز شش سال در محل سربازی و چهار سال در مرخصی می‌ماند تا اینکه برای همیشه از سربازی مرخص شود. سربازان متوفی، پیر، معیوب و از کارافتاده در این مدت از فهرست حذف و مرخص می‌شدند و به جای آن‌ها سربازان جدید گرفته می‌شد.
آنچه از این کتاب بر می‌آید آن است که گرفتن سرباز پیش از آن تاریخ به انحاء مختلف وجود داشته و این قانون تنها به ایجاد نظم و وحدت رویه در سربازگیری و سایر مسائل نظامی پرداخته است.
مجلس شورای ملی در سومین دوره خود در ۱۲۹۴ خورشیدی قانون سربازگیری را برای قشون‌گیری تصویب کرد. در این قانون بر اساس همان روش بنیچه‌بندی و سربازگیری به روش قدیم تأکید شده بود.

### پهلوی

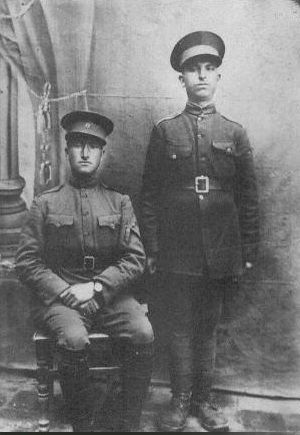
یک سرباز ایرانی به همراه فرمانده اش در دههٔ سی خورشیدی

در ۱۶ خرداد ۱۳۰۴ قانونی ۳۶ ماده‌ای با عنوان «قانون خدمت نظام اجباری» در نشست ۱۷۸ دوره ۵ مجلس شورای ملی به تصویب رسید و «قانون سربازگیری» (مبتنی بر بنیچه) مصوب ۱۲۹۴ را نسخ کرد. بر پایهٔ بند اول این قانون، همهٔ افراد ذکور بالای ۲۱ سال، می‌بایست به مدت دو سال به سربازی می‌رفتند. دارندگان گواهینامهٔ تحصیلی متوسطه یا بیشتر، یک سال خدمت می‌کردند. این قانون، طول کل خدمت نظام را برای هر مرد ایرانی ۲۵ سال در نظر گرفته و آن را به سه دوره تقسیم کرده بود: دوره خدمت نظامی به طول ۶ سال (۲ سال تحت‌السلاح و ۴ سال احتیاطی)، دورهٔ ذخیره به طول ۱۳ سال (۶ سال ذخیرهٔ مقدم و ۷ سال ذخیرهٔ تالی) و دورهٔ پاسبانی (۶ سال). همچنین در این قانون معافیت‌هایی برای بیماران، مجتهدین و طلاب علوم دینی، تک‌فرزندان و محصلین در نظر گرفته شده بود. فراریان از خدمت نیز در دادگاه نظامی محاکمه می‌شدند. بعدها در ۲۳ مرداد ۱۳۱۰ به منظور تشدید مجازات کسانی که برای گرفتن معافیت دست به تقلب می‌زدند یا در آن معاونت داشتند قانون مجازات مجرمین در امور نظام وظیفه به تصویب مجلس شورای ملی رسید و در ماه بعد بخش‌های قابل توجهی از قانون خدمت نظام اجباری مورد بازبینی و تغییر قرار گرفتند.
با مشمول کردن همه جوانان ذکور ایرانی به خدمت سربازی، امکان استفاده از نفوذ برای معافیت از خدمت تا حد زیادی کاهش پیدا کرد. در آن دوران، چون یک میلیون نفر شرایط تعیین شده برای سربازی را داشتند و نیاز کشور ۱۰۰هزار نفر بود، مقرر شد که از هر ۱۰ نفر فقط یک نفر به قید قرعه به سربازی رود. مقررات مربوط به قرعه‌کشی و اعضایی که در هر حوزه باید در قرعه‌کشی حاضر باشند، در متن قانون آمده بود. همچنین طبق مفاد این قانون کاربرد نظام بنیچه برای گرفتن سربازی لغو می‌شد مگر در مناطقی که هنوز قانون سجل احوال اجرا نشده باشد.
برخی بر این باورند که اهمیت بنیان‌گذاری سربازی اجباری در ایران آن دوره، در حالت اجتماعی آن بود چرا که در عمل نیز اجباری بود و برای نخستین‌بار، جوانان برخاسته از طبقات، گروه‌های اجتماعی و مناطق گوناگون، با هم درآمیخته شدند که گامی اساسی در تحکیم مبانی وحدت ملی میان ایرانیان بود. پیش از آن هم سربازی اجباری در ایران وجود داشت اما نیاز قشون به سرباز از طریق توافقی که میان افسران نظامی و صاحبان ده‌ها انجام می‌گرفت تأمین می‌شد. قانونی که در ۱۳۰۴ به تصویب رسید باعث شد سربازی برای همگان اجباری شود تا عدالت درگرفتن نیرو رعایت شود. روحانیان ایران به مخالفت با آن برخاستند و آن را مخالف «شرع مقدس» اعلام کردند سپس تظاهراتی شدید و خشن در قم و مشهد به پا کردند که رضاشاه نیز در پاسخ، فرمان داد که با قدرت و حتی خشونت، به تظاهرات روحانیان پایان داده شود و همین کار نیز انجام شد.
جامع‌ترین قانون مربوط به سربازی در ایران در ۲۹ خرداد ۱۳۱۷ در ۱۹ فصل و ۱۶۶ ماده با عنوان «قانون خدمت نظام وظیفه» به تصویب یازدهمین دور مجلس شورای ملی رسید. این قانون شیوه سربازگیری، معافیت‌های مزاجی و تحصیلی، بسیج عمومی، تنبیهات سربازان وظیفه و فراریان و غیره را مشخص کرده بود. دوره‌های خدمتی در این قانون ۲ سال زیر پرچم، ۴ سال احتیاط، ۱۴ سال ذخیره اول و ۵ سال ذخیره دوم تعیین شده بود. آنهایی که دوره خدمت زیر پرچم خود را به پایان رسانده بودند در چهار سال دوره احتیاط یک بار و در شش سال اول ذخیره هر دو سال یک بار و در سال‌های دوم و چهارم و ششم از دوره مزبور هر کدام یک بار و در بقیه سال‌ها هر سه سال یک بار بایستی به مدت یک ماه برای تجدید آموزش‌های نظامی به پادگان حاضر می‌شدند (ماده ۱۲۳). سن ورود به خدمت آغاز ۲۱سالگی تعیین شده بود. در این قانون برخلاف قانون مصوب ۱۳۰۴ خبری از قرعه‌کشی برای سربازی نبود اما مجالس سربازگیری به شکل علنی برگزار می‌شد و مردم می‌توانستند به عنوان تماشاچی حضور داشته باشند.
بر پایه این قانون ایرانیان مقیم خارجه باید در سنی که مشمول می‌شدند خود را به نمایندگان سیاسی و قنسولی ایران معرفی می‌کردند. این نمایندگان موظف بودند فهرستی از اتباع ذکور مشتمل بر اطلاعات هویتی آنها در اختیار می‌داشتند و در ابتدای هر سال شمسی از افرادی که آن سال مشمول می‌شدند برای حضور در سفارتخانه یا کنسولگری دعوت می‌کردند و آنهایی را که سرباز تشخیص می‌دادند باید با صدور معرفی‌نامه به طرف ایران حرکت می‌دادند. هر فردی که خدمت خود را تا اول فروردین چهل و شش سالگی انجام نداده بود و به ایران بازمی‌گشت باید خود را برای خدمت زیر پرچم معرفی می‌کرد.
فراریان از خدمت در نوبت اول به تجدید خدمت با شش ماه اضافی، نوبت دوم تجدید خدمت با یک سال اضافی، نوبت سوم چهار سال خدمت و در نوبت‌های بعدی به شش سال خدمات ساختمانی و جاده‌سازی محکوم شده و در این مدت حقوق آنها شبیه به دیگر سربازان وظیفه می‌بود. مجازات غیبت بیش از پنج روز در هنگام جنگ، محکومیت به زندان بین شش تا پانزده سال با اعمال شاقه و در خط آتش، اعدام بود. هر کس افراد مشمول را عالماً و عامداً استخدام می‌کرد به ۱۰ تا ۳۰ روز زندان (قابل ابتیاع) محکوم می‌شد. طبق این قانون کلیه اموال فراریان و کسانی که به خارج مسافرت کرده و بیش از یک سال به محل خدمت برنمی‌گشتند، ضبط می‌شد.
در بیستم تیر ۱۳۳۲ دولت محمد مصدق لایحه‌ای به منظور تعیین تکلیف متولدان ۱۳۰۶ تا ۱۳۱۱ به تصویب مجلس رساند تا این افراد که به دلیل عدم احتیاج به خدمت زیر پرچم احضار نشده بودند و وضعیت آنها بلاتکلیف باقی مانده بود با پرداخت مبلغ مختصری از خدمت معاف شوند. این مبلغ برای بی‌بضاعتان یک هزار ریال در نظر گرفته شده بود.

در سال ۱۳۳۵ امور سربازگیری از حوزه اختیارات ارتش خارج و به وزارت کشور سپرده شد اما اجرای این قانون به علت عدم آمادگی وزارت کشور تا مهرماه سال ۱۳۴۱ به تعویق افتاد. این قانون تا زمان انقلاب ۱۳۵۷، دچار دگرگونی زیادی نشد.
قانون ۳۲ ماده‌ای خدمت اجباری، در ۱۶ خرداد ۱۳۰۴ در مجلس شورای ملی به تصویب رسید. بر پایهٔ بند اول این قانون، همهٔ پسران بالای ۲۱ سال، می‌بایست برای ۲ سال به خدمت سربازی می‌رفتند. در آن دوران، چون ۱ میلیون مرد شرایط تعیین شده برای سربازی را داشتند و نیاز کشور ۱۰۰ هزار تن بود، قرار شد که از هر ۱۰ تن فقط یک تن به سربازی رود.
برقراری خدمت وظیفه ملی اجباری، دیگر تصمیم مهم رضاشاه در بخش نظامی بود. مدت آن را برای همگان ۲ سال و برای دارندگان گواهینامهٔ تحصیلی متوسطه یا بیشتر، یک سال تعیین کرد. اهمیت بنیان‌گذاری سربازی اجباری در ایران آن دوره، در حالت اجتماعی آن بود. این تصمیم، یک انقلاب اجتماعی تمام‌عیار در ایران آن دوره بود. چرا که در عمل نیز اجباری بود و برای نخستین‌بار، جوانان برخواسته از طبقات، گروه‌های اجتماعی و مناطق گوناگون، با هم درآمیخته شدند که گامی اساسی در تحکیم مبانی واقعی وحدت ملی و همدلی میان ایرانیان بود. چنین کاری، برای ایران آن دوره، در جهت ایجاد ملیت، بر پایه ایرانی بودن و نه قومیت، میان تمام مردم ایران در میان تمام قومیت‌ها، یک نیاز دانسته شده‌است که باید در این دوره اجرایی می‌شد.
در سال ۱۳۳۵ امور سربازگیری از حوزه اختیارات ارتش خارج و به وزارت کشور سپرده شد اما اجرای این قانون به علت عدم آمادگی وزارت کشور تا مهرماه سال ۱۳۴۱ به تعویق افتاد. این قانون تا زمان انقلاب ۱۳۵۷، دچار دگرگونی زیادی نشد.

### جمهوری اسلامی
در سال ۱۳۶۳ و با توجه به جنگ ایران و عراق، قانون خدمت سربازی با ۶۷ ماده و ۵۷ تبصره سختگیرانه برای مردان ایرانی، در روز یکشنبه ۲۹ مهرماه ۱۳۶۳ در مجلس شورای اسلامی تصویب شد. نخستین‌بار در آذر ماه سال ۱۳۷۷ برای دورانی سه ساله سربازان مجاز شدند تا با پرداخت مبالغی از خدمت سربازی معاف شوند و ۳۵۰ هزار تن، سربازیشان را خریدند.
در ۳۰ آذر ۱۳۹۳، به دولت، اجازه داده شد تا مشمولان سربازی را که «بیش از ۱۰ سال» غیبت دارند، با پرداخت دریافت جریمه مدت زمان غیبت، معاف نماید. در لایحه بودجه سال ۱۳۹۵، دولت پیشنهاد معافیت با پرداخت جریمه برای افراد با ۵ سال غیبت را داد، ولی ستاد کل نیروهای مسلح با آن مخالفت کرد و مدت غیبت ۸ سال را پیشنهاد داد. کمیسیون تلفیق مجلس شورای اسلامی در نهایت با ۸ سال موافقت کردند. مبلغ جریمه بین ۱۰ تا ۵۰ میلیون تومان بر اساس مدرک تحصیلی تعیین شد. هرچند که برخی نمایندگان به دلیل تبعیض به‌وجود آمده به خاطر توانایی ثروتمندان در خرید سربازی مخالف این طرح بودند. دارندگان این نوع معافی مجاز به نمایندگی مجلس، عضویت در شوراهای اسلامی و انتصاب در سمت‌های مدیریتی نیستند. تبصره مربوط به آن در لایحه بودجهٔ سال ۱۳۹۶ نیز گنجانده شده‌است.

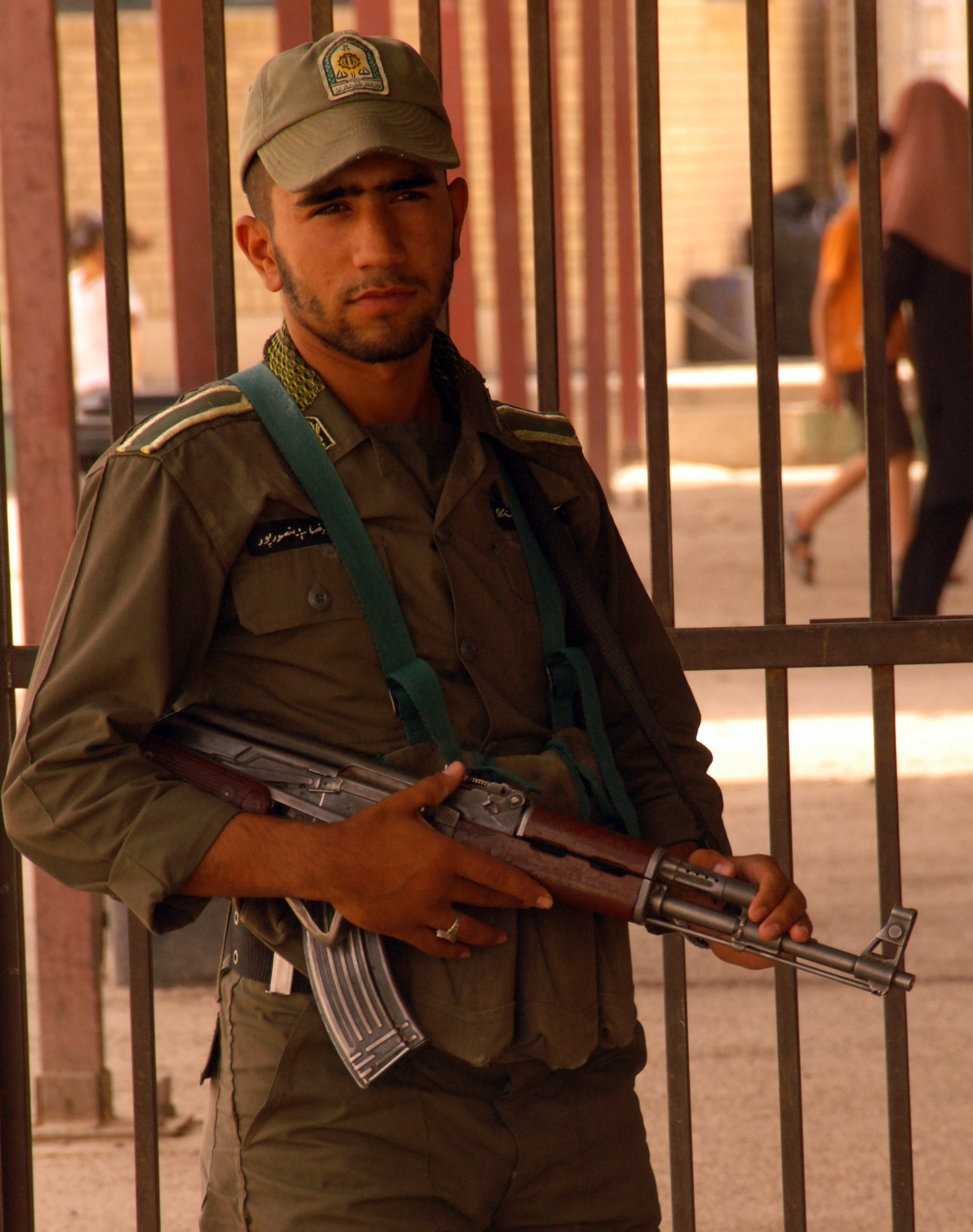
یک سرباز ایرانی در سال ۲۰۰۸

در طول دههٔ ۱۳۹۰، اختیاری شدن سربازی در ایران بسیار مورد توجه بود؛ تا اینکه در اوایل سال ۱۴۰۰، اندکی پیش از انتخابات ریاست‌جمهوری ایران (۱۴۰۰)، ابوالفضل ابوترابی، نماینده مجلس یازدهم شورای اسلامی بار دیگر، به چگونگی نظام وظیفه در نیروهای مسلح جمهوری اسلامی پرداخت. او در این دوره، از سوی رسانه‌های درون ایران به عنوان «طراح طرح اصلاح قانون سربازی» معرفی شد و اعلام کرد که حکومت جمهوری اسلامی ایران، با پافشاری بر سربازی اجباری، برای خود، «کارخانه دشمن‌سازی» ساخته‌است. طرح او به شکل خلاصه، می‌گفت که کسانی که سربازی نمی‌روند، باید تا ۵۰ سالگی‌شان، بر پایه جدولی خدماتی، «مالیات امنیت» پرداخت کنند و کسانی هم که بخواهند به سربازی بروند، با افزایش مدت سربازی از دو به پنج سال روبرو خواهند شد که ۳ سال آن، اختیاری است. همچنین بخش‌هایی نیز برای دادن اولویت‌هایی چون اولویت استخدامی، به کسانی که سربازی کامل را طی کرده‌اند، در این طرح، دیده می‌شد. وی در مجلس یازدهم جمهوری اسلامی، همچنین تأکید داشت که قانون کنونی این دوره، باعث غیبت یا فرار سه میلیون جوان این کشور از سربازی شده‌است و چنین چیزی، از آنان، «مجرم» ساخته‌است. در این دوره، این طرح، بسیار مورد توجه رسانه‌های ایرانی قرار گرفت.
کمی بعد، ابوالفضل شکارچی، مقام نظامی ایرانی و سخنگوی ارشد نیروهای مسلح، اظهارنظرها پیرامون اختیاری شدن سربازی در این کشور را کارشناسی‌نشده خواند و گفت: «مطرح کردن اینگونه مسائل آن هم نزدیک انتخابات در برابر دوربین، شعاری و انتخاباتی است».

#### قانون اساسی جمهوری اسلامی
| «                                         | دفاع از استقلال و تمامیت ارضی و نظام جمهوری اسلامی ایران و جان و مال و ناموس مردم وظیفه دینی و ملی هر فرد ایرانی است و در اجرای این وظیفه کلیه اتباع ذکور دولت جمهوری اسلامی ایران مکلف به خدمت وظیفه عمومی برابر مقررات این قانون می‌باشند و هیچ فرد مشمول خدمت وظیفه عمومی را جز در موارد مصرح در این قانون نمی‌توان از خدمت معاف کرد. | » |
| —ماده ۱ قانون خدمت وظیفه عمومی مصوب ۱۳۶۳، | |   |

| «                     | به حکم آیه کریمه (و اعدوالهم ما استطعتم من قوه و من رباط الخیل ترهبون به عدوالله و عدوکم و آخرین من دونهم لا تعلمونهم الله یعلمهم) دولت موظف است برای همه افراد کشور برنامه و امکانات آموزشی نظامی را بر طبق موازین اسلامی فراهم نماید، به‌طوری‌که همه افراد همواره توانایی دفاع مسلحانه از کشور و نظام جمهوری اسلامی ایران را داشته باشند ولی داشتن اسلحه باید با اجازه مقامات رسمی باشد. | » |
| —اصل ۱۵۱ قانون اساسی، | |   |

بر پایهٔ آمار، به‌طور متوسط هر سال ۸۰۰ هزار مشمول در کشور به خدمت سربازی اعزام می‌شوند که نزدیک به ۲۰ درصد از این شمار، متأهل هستند و مسائل و مشکلات خودشان را نیز دارند. هر چند که سامانه ویژه‌ای برای اعلام شمار سربازها وجود ندارد اما گفته می‌شود که هم‌اکنون نزدیک یک میلیون و ۴۰۰ هزار ایرانی در حال گذراندن دوران سربازی هستند.

## دوره‌ها

### طول دوره

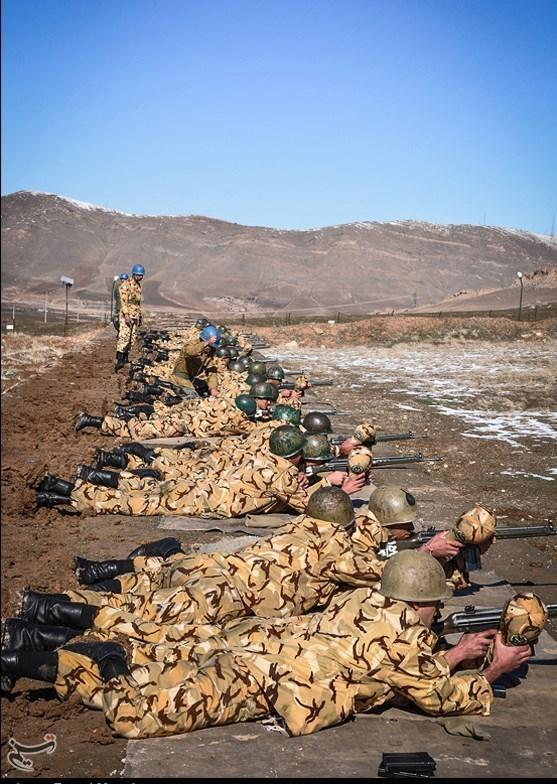
سربازان نیروی زمینی ارتش جمهوری اسلامی ایران در هنگام تمرین تیراندازی

ماده چهارم قانون خدمت وظیفه عمومی مصوب سال ۱۳۶۳ بیان می‌کند که سربازی در ایران ۳۰ سال است که به چهار دوره تقسیم می‌شود. خدمت دوره ضرورت (۲ سال)، دوره احتیاط (۸ سال)، دوره ذخیره اول (۱۰ سال) و دوره ذخیره دوم (۱۰ سال). همچنین این قانون به شورای عالی دفاع اجازه می‌دهد در شرایطی که تعداد مشمولان مازاد بر نیاز باشد، طول دوره ضرورت به ۱۸ ماه کاهش یابد. در حال حاضر حداقل خدمت سربازی از ۱۷ ماه به ۱۴ ماه کاهش پیدا کرده است. البته ما هم‌اکنون خدمت ۱۵، ۱۸ و ۲۱ ماهه هم داریم. برای کسانی که در مناطق عادی مشغول به خدمت هستند از ۲۴ ماه به ۲۱ ماه خدمت سربازان غیر بومی هم از ۲۱ ماه به ۱۸ ماه کاهش پیدا کرد. قانون به حکومت اجازه می‌دهد تا طبقاتی از کارکنان وظیفه‌ای که خدمت دوره ضرورت را به پایان برده‌اند، برای تجدید یا تکمیل آموزش نظامی فراخوان کند. این فراخوانده شدگان، حقوقی معادل حقوق نفرات پایور هم‌درجهٔ خود دریافت خواهند کرد.

### دوره آموزشی
در دوره آموزشی سربازان تحت آموزش‌های نظامی قرار می‌گیرند تا بتوانند پس از این دوره آماده جنگ شوند. این دوره که دو تا سه ماه به طول می‌انجامد شامل آموزش‌هایی از قبیل اسلحه‌شناسی، آموزش تیراندازی، انواع استتار، مسیریابی در شب و روز، نظم‌پذیری و رژه است. در سال ۱۳۹۵ مسئولان نظام وظیفه عمومی با توجه به تغییر شیوه جنگ‌های نوین و به منظور مهارت افزایی و مقابله با جنگ نرم، تغییرات برای سرفصل‌های دوره آموزشی را اعلام کردند. همچنین به سربازان مقررات و شیوه نگهبانی، برخی قوانین نظامی، درجه‌های نظامی، شکل و شیوه احترام به مافوق و رعایت سلسله مراتب فرماندهی آموزش داده می‌شود.
با توجه به سخت بودن این دوره برای اغلب سربازان تحت آموزش، مرخصی‌هایی به طول ۲ تا ۶ روز در اوایل دوره و ۳ تا ۷ روز در میان‌دوره پیش‌بینی شده است. سربازان تحت آموزش در این دوره در مناطق سخت حضور دارند و در آسایشگاه‌ها استراحت می‌کنند، لذا پیش از اعزام ملزم به تزریق واکسن مننژیت، دیفتری و کزاز هستند. همچنین همه سربازان باید موهای خود را کوتاه کنند.
در طول دوره آموزشی همه سربازان باید بنابر برنامه سین (ساعت یگان نظامی) عمل کنند. این برنامه که تقریباً در تمام یگان‌های نظامی یکسان است همه فعالیت‌هایی که یک سرباز باید از زمان بیدارباش (۵ صبح) تا ساعت ۴ یا ۵ بعد از ظهر انجام دهد را مشخص کرده است و هیچ‌کدام از نفرات مجاز به تخطی از آن نیستند. برخی از فعالیت‌های این برنامه عبارت است از:
- بیدارباش
- نظافت شخصی
- آنکارد تخت با روش خاص
- نماز صبح
- نظافت محوطه‌ای که به هر سرباز اختصاص داده شده
- صرف صبحانه
- ورزش صبحگاهی در میدان صبحگاه
- شرکت در مراسم صبحگاه مشترک (با دیگر یگان‌ها) (در برخی روزها)
- کلاس‌های عقیدتی
- کلاس‌های آموزش نظامی
- یادگیری و تمرین رژه
- نماز جماعت، صرف نهار و استراحت
- نوبت دوم کلاس‌ها در روز (رژه و غیره)
- در اختیار خود قرار گرفتن از ساعت ۱۶ یا ۱۷
- واکس پوتین و نظافت پیش از خاموشی
- خاموشی و خواب در ساعت ۹ یا ۹:۳۰
- نگهبانی برای کسانی که نامشان در لوحه نگهبانی قرار دارد (با بازه‌های مشخص)

در طول دوره آموزشی دوره‌ای به نام اردو وجود دارد که در آن تمام یگان به اردوهایی که طول آن بین ۳ روز تا یک هفته است اعزام می‌شوند. هدف از این دوره، تاب‌آوری در شرایط سخت و همچنین تمرین تیراندازی است.
در دوران آموزشی هیچ‌کدام از سربازان درجه نظامی ندارند و حق نصب هیچ درجه‌ای بر روی بازو یا سردوشی خود را ندارند. از این رو به آنها سرباز وظیفه صرف (یعنی فقط سرباز) یا امربر گفته می‌شود.
سرباز وظیفه از نخستین روز اعزام به آموزشی تا زمانی که کارت پایان خدمت دریافت کند تحت قوانین نظامی قرار می‌گیرد و این وضع حتی شامل دوره‌هایی که به مرخصی می‌رود نیز می‌شود. دژبان (پلیس نظامی) اعم از دژبان‌های پادگان‌ها یا دژبان‌های مأمور در سطح شهر مأمور به رسیدگی به تخلفات همه نظامیان اعم از پایور و وظیفه هستند. در هر پادگان آموزشی، رزمی یا غیررزمی قسمت‌های بازرسی و حفاظت اطلاعات قرار دارد. در ابتدای دوره به نیروهای تحت آموزش گفته می‌شود در صورت بروز هر گونه دشنام یا آزارهای جسمی از سوی سلسله مراتب یگان‌های آموزشی، می‌توانند مراتب را به این قسمت‌ها گزارش دهند.
پس از پایان این دوره به سربازانی که تحصیلات دانشگاهی داشته باشند اجازه نصب سردوشی (به رنگ قرمز و زرد) داده می‌شود. این سردوشی تا زمانی که نفر در یگان خدمتی مجاز به نصب درجه شود روی لباس او قرار خواهد داشت.

### دوره کُد
دوره کد دوره‌ای دوماهه، بعد از دوران آموزشی است و سربازانی که مشمول دوره کد شده باشند به جای اعزام به یگان خدمتی، به مدت دو ماه تحت آموزش‌های تخصصی قرار خواهند گرفت. تفاوت دوره کد با دوره آموزشی فقط در تخصصی بودن مطالب است. این دوره فقط مخصوص ارتش و نیروی انتظامی است.
انواع دوره‌های کد عبارتند از:
- دوره کد تکاوری (نیروی زمینی ارتش)
- دوره کد توپخانه
- دوره کد ترابری
- دوره کد پدافند هوایی ارتش

### دوره خدمت
پس از دوره آموزشی، دوره خدمت آغاز می‌شود. در این هنگام است که سربازان با توجه به میزان تحصیلات درجه نظامی دریافت می‌کنند. این سربازان پس از تقسیم برای ادامهٔ خدمت به پادگان‌های مختلف در سطح کشور اعزام می‌شوند. معمولاً سربازان تا پایان دوره خدمت در همان یگان سربازی خواهند کرد.
پس از اینکه سربازان در تاریخ مشخص‌شده خود را به ستاد یگان خدمتی معرفی کردند، یگان مربوطه اقدام به تقسیم نیرو بر اساس نوع تحصیلات و نیاز هر کدام از بخش‌های پادگان می‌کند. برای مثال غالب افرادی که در رشته‌های فناوری اطلاعات تحصیل کرده باشند به قسمت‌هایی که چنین نیروهایی نیاز داشته باشند مأمور می‌شوند.
پس از اینکه مشخص شد هر سرباز در کدام قسمت از پادگان باید مشغول به کار شود، رسته خدمتی او هم مشخص می‌گردد و به وی اجازه داده می‌شود نشانه خاص رسته‌ای را روی یقه لباس نصب کند. سربازان صرفی که در قسمت‌های مذکور مشغول به خدمت باشند نیز (علی‌رغم نداشتن تحصیلات مربوطه) مأمور به نصب نشانه رسته‌ای هستند. برخی از رسته‌های فعلی در ارتش عبارتند از:
- آماد
- اداری
- الکترونیک
- بهداشت و درمان
- پدافند هوایی
- پشتیبانی هوایی
- پیاده
- ترابری
- توپخانه
- حفاظت اطلاعات
- حقوق
- خدمات
- دارایی
- دژبان
- زرهی
- عقیدتی سیاسی
- عمران و استحکامات
- کامپیوتر
- مخابرات و جنگال
- موسیقی
- مهمات
- هنر

#### درجه
| مدرک تحصیلی                           | درجه نظامی                                                |
| ------------------------------------- | --------------------------------------------------------- |
| زیر دیپلم                             | سرباز یکم و دوم سوم یا صفر                                |
| دیپلم                                 | سرباز یکم و سرجوخه و گروهبان سوم                          |
| فوق‌دیپلم                              | درجه گروهبان سومی گروهبان دومی و گروهبان یکمی             |
| لیسانس                                | درجه استوار دومی و استوار یکمی و ستوان سوم و گروهبان یکمی |
| فوق‌لیسانس                             | درجه ستوان سوم و ستوان دوم                                |
| دکترای پزشکی و دکترای تخصصی PHD       | درجه ستوان یکم                                            |
| فوق تخصص پزشکی یا فوق دکترا تخصصی PHD | درجه سروانی                                               |

هر چه که میزان تحصیلات فرد بالاتر باشد، درجهٔ وی نیز بالاتر خواهد بود. سربازان با مدرک دیپلم و زیردیپلم به درجه سرباز صفر و سرجوخه و سربازان با مدرک فوق دیپلم به درجه گروهبان سومی گروهبان دومی و گروهبان یکمی و بنابر قانون سربازی اجباری، نفراتی که دارای مدرک کارشناسی درجه استوار دومی و استوار یکمی و ستوان سوم و فارغ التحصیلان که دارای مدرک کارشناسی ارشد درجه ستوان سوم و ستوان دوم و فارغ التحصیلان دکترا تخصصی PHD و دکترا پزشکی درجه ستوان یکمی نائل می‌شوند. افراد درصورتی که در ارتش سرباز باشند و در دوره کد انتخاب شوند گاهی به یک درجه بالاتر نایل می‌شوند.

### دستمزد
در ایران همواره از سربازها و سربازی اجباری، به‌عنوان نیروی کارِ ارزان با حقوق کم استفاده شده است.
سردار موسی کمالی رئیس اداره سرمایه انسانی ستاد کل نیروهای مسلح، دربارهٔ ناعادلانه بودن میزان دستمزد سربازان بیان می‌کند: «اگر بپرسید دستمزد سربازان عادلانه است، می‌گویم خیر، چرا که اگر بخواهیم حقوق عادلانه بدهیم باید طبق قانون باشد. از سوی دیگر هدف از سربازی اجباری، کاهش هزینه‌ها است. برای اینکه هزینه برای کشور کاهش پیدا کند، بخشی را خود مردم سربازی می‌کنند. اگر بخواهیم دستمزد عادلانه بدهیم، بحث سربازی حرفه‌ای، پیمانی و قراردادی مطرح می‌شود. اعتراف می‌کنم سربازی اجباری، کاری سخت است. جوانان بهترین دوران زندگی‌شان را آمده‌اند سربازی کنند.» حقوق سربازان وظیفه در طول سربازی اجباری، با توجه به درجه آن‌ها تعیین می‌شود. این حقوق ناچیز باعث شده تا بسیاری از سربازان نسبت به دریافتی خود معترض باشند.
از سال ۱۳۹۹ و با توجه به رشد فزاینده تورم و همچنین اعتراضات نسبت به دریافتی اندک سربازان اقداماتی جهت افزایش دستمزدها انجام گرفت تا حقوق سربازان به حداقل حقوق اعلام‌شده برای کارگران در کشور نزدیک شود.
| وضعیت تأهل | نوع محل خدمت     | دستمزد           | نسبت به حقوق کارمند دولت |
| ---------- | ---------------- | ---------------- | ------------------------ |
| مجرد       | مناطق غیرعملیاتی | ۷۸٬۰۰۰٬۰۰۰ ریال  | ۶۰٪                      |
| مجرد       | مناطق عملیاتی    | ۹۷٬۵۰۰٬۰۰۰ ریال  | ۷۵٪                      |
| متأهل      | سراسر کشور       | ۱۱۷٬۰۰۰٬۰۰۰ ریال | ۹۰٪                      |

## بهداشت و سلامتی سربازان
آلودگی و بیماری‌های گوناگون، از مشکلات دیگرِ سربازان ایرانی، در منطقه‌های خاص و حتی دور از مرکز کشور است؛ در مواردی این بیماری‌ها، هزینه‌هایی را نیز به سرباز و خانواده‌اش تحمیل می‌کنند.
پس از گسترش کرونا در ایران، مقام‌های نظامی وابسته، به خانواده‌های سربازان اطمینان دادند که فرزندانشان، درگیر این ویروس، نخواهند شد و از انجام کارهای پیشگیری در مراکزشان، خبر دادند.
مشکلاتی همچون گرایش سربازان ایرانی به مواد مخدر به دلیل مسائل روحی ناشی از ناخواسته‌بودن این گونه زندگی، هزینهٔ بیرون آمدن آنان از اقتصاد و بی‌انگیزگی‌شان در دوران خدمت نیز، هزینه‌های بسیاری برای ایران، دربردارد. همچنین بر پایهٔ آمار رسمی، حدود پنج درصد از سربازان در این کشور، معتاد می‌شوند که به گزارش بی‌بی‌سی فارسی، آمار آن، احتمالاً بیشتر از اینها است.
جدای از بهداشت و درمان، خطرهای سلامت برای سرباز ایرانی شامل تجهیزات غیر ایمن نیز می‌شود. در نمونه‌هایی انفجار کپسول گاز باعث سوختن سربازان شده‌است.

## اثرها بر زندگی شخصی سربازان

### اقتصاد سرباز و خانواده‌اش
سربازی به شکلی که در دوران جمهوری اسلامی اجرایی شد، بر دوش خانواده‌های سربازان نیز، بار مالی داشته‌است. عباسعلی منصوری آرانی، نمایندهٔ دورهٔ نهم مجلس شورای اسلامی، اعلام کرده‌است که «وقتی به سرباز ماهی ۶۰ هزار تومان پول می‌دهیم و او را به یک نقطه از کشور می‌فرستیم، به این فکر نمی‌کنیم که او مخارج یا حتی همین رفت و آمدش محتاج خانواده می‌شود و سربار آن هاست؟ به این ترتیب خانواده هم مختل می‌شود و خیلی از فرارها به خاطر همین باری است که سربازی بر خانواده ایجاد می‌کند». بر پایهٔ آمار سال ۱۳۹۵، ۴۰ درصد از سربازان غایب ایرانی، از قشرهای فقیر این کشور به‌شمار می‌رفتند.
صادق الحسینی، اقتصاددان، در انتقاد از سربازی اجباری در ایران گفت: «سربازی سه ویژگی دارد؛ نخست عدم رضایت، دوم کار رایگان و سوم عدم امکان پیگیری مطلوبیت فردی و منافع شخصی. این سه ویژگی، باعث می‌شود که سربازی اجباری، دارای عوارضی باشد». سربازی اجباری در دوران جمهوری اسلامی، دارای عوارض اقتصادی نیز دانسته شده‌است. به گفتهٔ همین کارشناس، «اولین عارضه آن فقر است. سربازی به نوعی تقویت کننده فقر در جوامعی است که خدمت اجباری دارند. افراد فقیر و دهک‌های پایین جمعیت عملاً یک بخشی از زندگی و عمر خود را برای یک سیستم به صورت مجانی کار می‌کنند. عمر مولد کم، مهارت آموزی کم است و در نتیجه، باعث ایجاد یک تلهٔ فقر می‌شود. سربازهای فراری نمی‌توانند در سیستم رسمی کار کنند و خودشان را بالا بکشند و این فقر، گسترش پیدا می‌کند». همچنین به گفتهٔ این اقتصاددان، از دید برابری جنسی نیز با توجه به مسئولیت‌های پسران در فرهنگ ایرانی، همانند تشکیل خانواده که نیازمند توان اقتصادی است، سربازی اجباری در این موارد، «عدم توازن» ایجاد می‌کند.

### ازدواج
در سال ۱۳۹۲، سربازی در ایران، عامل افزایش سن ازدواج و «سکته‌ای ۲ ساله در روند حیات اجتماعی پسران» دانسته شد و عده‌ای، باور داشتند که زمان بازنگری در مورد سربازی، فرا رسیده‌است. با این حال، باز هم تغییری صورت نگرفت. در سال ۱۴۰۰ نیز، اندکی پیش از انتخابات ریاست‌جمهوری ایران، سربازی اجباری در ایران، به‌عنوان یکی از چرایی‌های «تأخیر در ازدواج و به دنبال آن، کاهش جمعیت ایران»، مورد توجه و در دستور کار مرکز پژوهش‌های مجلس جمهوری اسلامی، قرار گرفت.

### تجاوزهای جنسی و رابطه با همجنس‌گرایی
همجنس‌گرایی در میان سربازان ایرانی، در رسانه‌ها مطرح بوده‌است. از جمله مشکلاتی که در دوران سربازی اجباری در ایران، مطرح شده‌است، تجاوز جنسی به برخی سربازان پسر در مناطقی از این کشور است. هرچند که این تجاوزها، باعث نشده‌است که مقامات نظام وظیفهٔ جمهوری اسلامی، واکنشی نشان دهند. در یک گزارش که بی‌بی‌سی فارسی آن را پوشش داد، یک سرباز ایرانی با اشاره به شبی که در هنگام استراحت، دژبان، آنها را به تیپ رزمی فراخواند، می‌گوید: «متوجه شدیم ۷ نفر از سربازان در حمام به سرباز دیگری تجاوز کرده‌اند. تا صبح، جلسه بازجویی و نوشتن صورتجلسه ادامه داشت. شش نفر از متهمان اعتراف کردند».
سرباز، اعلام کرد که هنگام نوشتن صورتجلسه، دریافت که «سرباز بزه‌دیده از تاریکی و تنهایی به‌شدت می‌ترسید. سرباز ارشد یگان با اطلاع از این موضوع پست نگهبانی منطقه‌ای در دور دست و خلوت را برای وی در نظر می‌گیرد و وقتی با التماس سرباز مواجه می‌شود در قبال تعویض به او پیشنهاد رابطه جنسی می‌دهد و با اطلاع دادن به بقیه، سرباز مورد تجاوز دسته‌جمعی قرار می‌گیرد. سربازان مجرم به دادسرا اعزام شدند، به درخواست من و موافقت فرمانده پایگاه سرباز بزه دیده به شهر دیگری منتقل شد».
رسانه‌های فارسی‌زبان، باور دارند که تجاوز جنسی در دوران سربازی، بسیار پیش می‌آید و برخی این را به اینکه سربازان از رابطه جنسی محروم هستند، ربط داده‌اند. سربازان ایرانی که مورد تجاوز قرار گرفته‌اند، اعلام کرده‌اند که در تخت، هنگام خواب، دستشویی و حمام، معمولاً ممکن است کسی برای چنین کاری به سربازان، نزدیک شود.
همچنین در سوی دیگر، دگرباشان جنسی ایرانی، برای گرفتن معافیت از سربازی، مجبور به اعتراف کردن می‌شوند.

### مشکلات روانی و خودکشی‌ها
اتلاف وقت و دوری از کار، تنها مشکلات و دردسرهای سربازی در این کشور نیست. افسردگی، خودکشی و اعتیاد در پادگان‌ها از جمله مشکلاتی است که برخی از سربازان، با آن، دست و پنجه نرم می‌کنند اما آمارهای آن، در اختیار همگان قرار نگرفته‌است. مشکلات روانشناختی چون بیماری‌های روانی، ترس از سربازی یا مأموریت مرزی، عدم اطمینان در امنیت خانواده و نگرش منفی نسبت به سربازان، از جمله عوامل خودکشی سربازان است. بر پایه گزارشی داخلی، هر ماه، تنها حدود ۵ تا ۶ خودکشی در سطح این کشور، توسط سربازان وجود دارد. طلاق، آسیب‌های روانی و مهاجرت نخبگان، با سربازی اجباری مرتبط دانسته شده‌اند.

#### فهرست حوادث و خودکشی‌های رسانه‌ای‌شده
- در ۱۳۸۷، یک سرباز مشغول به خدمت در ندامتگاه شهر کرج، به روی شش زندانی آتش گشود که بر اثر تیراندازی وی، پنج نفر زخمی شده و یک نفر به قتل رسید؛ سپس این سرباز اقدام به خودکشی کرد.[۶۵]
- در ۱۳۸۷، یک سرباز حین نگهبانی در کلانتری نبرد با گذاشتن لوله اسلحه در دهان و شلیک گلوله به زندگی خود پایان داد.[۶۶]
- در ۱۳۹۰، یک سرباز در اقدام به خودکشی با اسلحهٔ کلاش در پاسگاه نیروی انتظامی روستای رحمت آباد خوانسار، به ناحیهٔ شکم خود شلیک کرد و جان خود را از دست داد.[۶۷]
- در ۱۳۹۲، یک سرباز در مرکز آموزش ولیعصر زابل؛ با قرار دادن اسلحه زیر گردن خود با شلیک سه گلوله دست به خودکشی زد.[۶۸]
- در ۱۳۹۲، یک جوان ۱۹ ساله، اهل روستای بیژوی از توابع سردشت در منزل پدری اقدام به خودکشی کرد. وی چند روز قبل را در روستای بیژوی و در مرخصی بسر برده بود.[۶۹]
- در ۱۳۹۳، یک سرباز کرد ایرانی به علت توهین به اعتقادات و باورهایش، با اسلحه سازمانی اقدام به خودکشی کرد.[۷۰][۷۱]
- در ۱۳۹۳، سرباز وظیفه در یکی از برجکهای مراقبتی زندان اوین با شلیک گلوله به پهلوی خود قصد خودکشی داشت اما نجات یافت و به یک مرکز درمانی در خارج از زندان اوین منتقل شد.[۷۲]
- در ۱۳۹۳، یک سرباز اهل روستایی از توابع ارومیه در پادگان سپاه واقع در کوه دالامپر به ضرب گلوله جان خود را از دست داد. فرماندهان نظامی دلیل مرگ او را خودکشی عنوان کردند.[۷۳]
- در ۱۳۹۴، در زندان آباده در استان فارس در حالی که عوامل یگان حفاظت از زندان در حال ورزش صبحگاهی بوده‌اند، سربازی که در یکی از برج‌های مراقبت مشغول نگهبانی بوده، شروع به تیراندازی کرده و افسر نگهبان و چهار سرباز وظیفه را کشت و یک سرباز دیگر را هم مجروح کرد.[۷۴]
- در ۱۳۹۵، در پی شایعه ترور یک سرباز در یکی از کلانتری‌های اهواز معاون اجتماعی فرماندهی انتظامی خوزستان این خبر را شایعه خواند و گفت: فوت این سرباز ناشی از اقدام به خودکشی بوده‌است. این سرباز متأسفانه با اقدام به شلیک به ناحیه سر خود جانش را از دست داد.[۷۵]
- در ۱۳۹۵، یک سرباز جوان در خاش خودکشی کرد.[۷۶][۷۷][۷۸]
- در ۱۳۹۵، جوان ۲۲ ساله اهل شهرستان نکا که در مرخصی سربازی به سر می‌برد، در منزل خود واقع در یکی از روستاهای دهستان مهروان خود را حلق آویز کرد و جان باخت.[۷۹]
- در ۱۳۹۵، جوانی ۲۰ ساله به نام محمد سلیمانی اهل اصفهان که از خدمت سربازی متواری شده بود و دارای سابقه ناراحتی روحی روانی نیز بود به دلیل مشکلات خانوادگی خود را به دار آویخت. او پدر خود را تهدید کرده بود که چنانچه او را مجبور به بازگشت به سربازی کنند، خود را خواهد کشت.[۸۰]
- در ۱۳۹۵، یکی از سربازان کانون اصلاح و تربیت با اسلحه خود سه نفر دیگر از سربازان دیگر کانون را به رگبار بست و در آخر با شلیک گلوله به زندگی خود نیز پایان داد.[۸۱]
- در ۱۳۹۶، یک سرباز ۲۱ ساله کلانتری ۱۵۷ مسعودیه با استفاده از اسلحه خدمت به زندگی خود پایان داد.[۸۲]
- در ۱۳۹۶، یک سرباز در کرج بعد از کشتن افسر کادر نیروی انتظامی خودکشی کرد.[۸۳]
- در ۱۳۹۶، یک سرباز وظیفه در یکی از کلانتری‌های شیراز با شلیک گلوله خودکشی کرد.[۸۴]
- در ۱۳۹۶، یک سرباز وظیفه در پادگان آبیک قزوین، سه سرباز را کشت و شش تن دیگر را زخمی و در نهایت خودکشی کرد.[۸۵]
- در ۱۳۹۶، یک سرباز که نگهبان بانک تجارت در فلکه سده آبادان بود در طبقه بالای بانک در برابر کارمندان و مشتریان بانک با شلیک گلوله اسلحه کلاشینکف به سینه‌اش به زندگی خود پایان داد.[۸۶]
- در ۱۳۹۶، در پی تیراندازی یک سرباز وظیفه در میدان تیر آموزشی کهریزک تهران، ۴ تن کشته و ۱۲ نفر زخمی شدند. سرباز مسلح با شلیک گلوله هدف قرار گرفت و بر اثر جراحات وارده جان خود را از دست داد.[۸۷]
- در ۱۳۹۷، یک سرباز غیربومی که در بازداشتگاه اشنویه خدمت می‌کرد ساعت ۳ بامداد دست به خودکشی زد. این سرباز که خواستگار یک دختر بوده که در پی ازدواج آن دختر، دچار مشکلات روحی شده و با شلیک گلوله به زندگی‌اش پایان داده‌است.[۸۸]
- در ۱۳۹۸، یک جوان اهل سقز در حین برگزاری رزمایش در پادگان ارتش با اسلحه اقدام به خودکشی و به زندگی خود پایان داد.[۸۹]
- در ۱۳۹۸، سرباز ۲۰ ساله در آخرین روز خدمتش به‌خاطر شکست عشقی در اتوبان صدر تهران خودکشی کرد.[۹۰]
- در ۱۳۹۸، یک سرباز ارتش در شهرستان خواف استان خراسان رضوی به دلیل مشکلات ناشی از فشار اقتصادی در یک لحظه کنترل اعصاب خود را از دست داد و با رفتن بر روی یک کامیون قصد داشت از ارتفاع آن خود را به زمین بیاندازد اما با حضور پلیس موفق به این کار نشد.[۹۱]
- در ۱۴۰۰، اوایل شهریورماه، یک سرباز اهل شهرستان خوی در استان آذربایجان غربی با خوردن قرص برنج دست به خودکشی زده و جان خود را از دست داد.[۹۲]
- در ۱۴۰۰، روز چهارشنبه ۳ شهریورماه، یک سرباز در پادگان نیروی هوایی ارتش قدس تهران از طریق حلق آویز کردن دست به خودکشی زده و جان خود را از دست داد.[۹۳]
- در ۱۴۰۰، روز جمعه ۲۳ مهرماه، یک سرباز در پادگان آموزش نیروی دریایی شهید نامجو در رشت در زمان پست نگهبانی با شلیک گلوله دست به خودکشی زد و جان خود را دست داد.[۹۴]
- در یکم بهمن ۱۴۰۲ یک سرباز در یک یگان نظامی مربوط به ارتش در کرمان مشغول پاسداری بود که با ورود به آسایشگاه سربازان اقدام به تیراندازی به‌سمت هم‌خدمتی‌های خود کرده و ۵ تن از سربازان را به قتل رساند.[۹۵]
- در ۱۲ بهمن ۱۴۰۲ در کلانتری ۱۴ پاکدشت استان تهران یک سرباز وظیفه پس از تیراندازی و مجروح کردن یکی از کارکنان انتظامی بلافاصله خودکشی کرد. باوجود تلاش کادر درمان یک نفر از کارکنان انتظامی و سرباز وظیفه جان خود را از دست دادند.[۹۶]
- در بامداد ۲۱ مهر ۱۴۰۲، یک سرباز وظیفه یگان امداد در شهرستان ساوجبلاغ حین گشت‌زنی به مأموری که با وی در حال گشت‌زنی بود با سلاح خود شلیک کرد و وی را به قتل رساند. این سرباز در ادامه یک شهروند را نیز به قتل رساند و خود نیز بر اثر واژگونی خودرو حین تعقیب و گریز کشته شد. گفتنی است که در یک ماه اخیر این چندمین مورد از تیراندازی سربازان وظیفه به سمت دیگر سربازان و پرسنل نظامی است که به کشته شدن چندین تن انجامیده است.[۹۷]

## مخالفت‌ها و موافقت‌ها
موافقان اندک سربازی اجباری در ایران، به «ساخته شدن جوان» و «ادای دین به میهن» به عنوان چرایی‌های موافقت خود، اشاره می‌کنند و مخالفان پرشمار آن، استدلال‌هایی دیگر دارند که شامل رنج سربازان می‌شود. روش کادرسازی نیروهای مسلح ایران از طریق سربازی، منتقدهای بسیاری دارد؛ هرچند که صدای این نقدگران، تقریباً هیچ‌گاه در رسانه‌های رسمی درون ایران، شنیده نشده‌است. مهاجرت جوانان ایرانی از این کشور برای فرار از سربازی، بهره‌وری کم سربازان اجباری در هنگام شرایط جنگی، وضع بد سربازان از دید مالی، فیزیکی، عاطفی و آسیب‌های فیزیکی هم گرفتن معافیت، هم هنگام سربازی، از جمله مشکلات سربازی اجباری در ایران، دانسته شده‌اند. با این وجود، مسئولان جمهوری اسلامی برای دهه‌ها، هیچ تغییر بنیادینی در اصل سربازی در ایران، نداده‌اند و به انتقادات، بی‌توجه بودند. با این حال، افزون بر تأمین برخی از نیازهای دفاعی ایران، عامل‌های پنهان و آشکار بسیاری نیز برای ادامه‌یافتن سربازی در ایران، وجود دارند. نظامیان ایران، افزون بر نقش‌های آشکاری که دارند، نقش‌های پنهانی بسیاری نیز در قدرت و سیاست دارند و بخشی از این را، از نیروی انسانی که به خدمت می‌گیرند، دارند.

## نقض حقوق بشر
سربازی در ایران به گونه‌ای اجرایی شده‌است که مردان ایرانی را از حقوق پایه‌ای و اساسی یک انسان، محروم کرده‌است. حق انتخاب سرنوشت و تعیین مسیر زندگی شخصی، از این دسته حقوق هستند. بر پایه برخی تحلیل‌ها، حتی بر پایه قوانین ایران نیز، سربازی اجباری آزادی مشروع شخص ایرانی را نقض می‌کند. اصل خدمت سربازی در ایران، از دیدگاه‌های انسانی، اخلاقی، عقلانی، حقوقی و شرع، نقد شده‌است.
شمار محرومیت‌های قانونی پسران ایرانی با بردگی انسان مقایسه شده‌است. به‌گونه‌ای که پسر ایرانی، کاملا تحت سلطه دیگر افراد جامعه قرار می‌گیرد. برخی معترضان به آن برده‌داری نوین گفته‌اند و بازداشت شده‌اند. بر پایه یک اعلام رسمی در وبگاه مجلس شورای اسلامی، محرومیت از تحصیل، محروم شدن از حق امضای سند حتی برای موارد ضروری در معامله‌ها، محرومیت از حق شغل و استخدام، حق بیمه، خدمات درمانی، محرومیت از خدمات بانکی ویژه و وام، اخذ پروانه کاری، محرومیت از اجازه ترک کشور حتی برای درمان و بسیاری از حقوق شهروندی دیگر.

## موارد قانونی، دوره و معافیت
ماده چهارم قانون خدمت وظیفه عمومی مصوب سال ۱۳۶۳ بیان می‌کند که خدمت وظیفه عمومی در ایران ۳۰ سال است که به چهار دوره تقسیم می‌شود. خدمت دوره ضرورت (۲ سال)، دوره احتیاط (۸ سال)، دوره ذخیره اول (۱۰ سال) و دوره ذخیره دوم (۱۰ سال). همچنین این قانون به شورای عالی دفاع اجازه می‌دهد در شرایطی که تعداد مشمولان مازاد بر نیاز باشد، طول دوره ضرورت به ۱۸ ماه کاهش یابد. هم‌اکنون، خدمت سربازی، ۲۴ ماه است. این دوره تا پیش از تاریخ ۱۶ مهر ۹۹، ۲۱ ماه بود. مدت خدمت در شرایط بد آب و هوایی به ۲۱ ماه و در مناطق جنگی و مرزی به ۱۷ ماه کاهش یافته‌است. قانون به حکومت اجازه می‌دهد تا طبقاتی از کارکنان وظیفه‌ای که خدمت دوره ضرورت را به پایان برده‌اند، برای تجدید یا تکمیل آموزش نظامی فراخوان کند. این فراخوانده شدگان، حقوقی معادل حقوق نفرات پایور هم‌درجهٔ خود دریافت خواهند کرد.
بر پایه گزارشی در سال ۲۰۲۴، بر اساس ماده‌های ۶۲، ۶۳ و ۶۳ مکرر «قانون خدمت وظیفه عمومی»، مردان ایرانی مشمول سربازی و غایبان، حق استخدام در دستگاه‌ها و اداره‌های دولتی و حتی غیردولتی را ندارند. ماده ۶۳ مکرر این قانون نیز در بخشی دیگر اعلام کرده است: «کسانی که به نحوی مشمولین غایب را در مؤسسات دولتی و غیردولتی از قبیل کارخانه‌ها، شرکت‌ها، آموزشگاه‌ها، کارگاه‌ها، بنگاه‌ها، مغازه‌ها و تعمیرگاه‌ها، به‌کارگیری نمایند توسط نیروی انتظامی، وزارتخانه‌های «تعاون، کار و رفاه اجتماعی» و «صنعت، معدن و تجارت» شناسایی و به محاکم صالحه قضائی معرفی می‌شوند. مجازات اینگونه افراد برای بار اول هزینه سالانه یک سرباز و برای بار دوم و بیشتر هزینه سالانه سه سرباز است.» همچنین ماده ۵۸ مکرر این قانون نیز اعلام کرده است که: «نیروی انتظامی موظف است در خصوص شناسایی، تعقیب و دستگیری مشمولان غایب و رسیدگی به وضعیت آنان اقدام نماید» در ادامه همچنین از همگی سازمان‌ها، دستگاه‌ها و شرکت‌های دولتی و غیردولتی کشور ایران درخواست کرده است تا در این زمینه بر علیه مردان ایرانی اقدام کنند. با تمام این فشارها، بیش از ۳ میلیون مشمول مرد غایب بر پایه اعلام رسمی در سال ۲۰۲۳ در ایران وجود دارند که محروم بودن از قوانین و خدمات همگانی را به سربازی اجباری ترجیح داده‌اند.

### کسر از خدمت
| مدرک تحصیلی     | میزان کسر از خدمت (برحسب ماه) |
| --------------- | ----------------------------- |
| لیسانس[]سیکل    | ۱                             |
| فوق‌لیسانس دیپلم | ۲                             |
| دکترای پیوسته   | ۲                             |
| دکترا           | ۳                             |
| فوق دکترا       | ۴                             |

۴ راه برای کاهش خدمت مشمولان غیر غایب وجود دارد:
1. کسر خدمت ایثارگران[۱۰۸]
2. کارکنان وظیفه غیربومی در مناطق امنیتی غیردرگیر، مناطق عملیاتی مناطق محروم و بد آب‌وهوا (کاهش زمان خدمت به ۱۹ ماه) و همچنین خدمت کارکنان وظیفه در مناطق جنگی و امنیتی درگیر (کاهش زمان خدمت به ۱۸ ماه)[۱۰۹][۱۱۰][۱۱۱]
3. کسر خدمت فرزند (سه ماه کسر خدمت به ازای هر فرزند)[۱۱۲][۱۱۳]
4. کسر خدمت نخبگان؛ کسر به میزان ۲ماه تا کل مدت خدمت[۱۱۴]

با توجه به ۲۱ ماهه شدن طول خدمت از سال ۱۳۹۴، ۳ ماه کسری مربوط به متأهل بودن لغو شد.
همچنین کسانی که سابقه بسیجی فعال داشته باشند، حداکثر تا ۶ ماه کسر خدمت می‌گیرند، و می‌توانند در سپاه خدمت کنند. از دهه ۸۰ شمسی در بین جوانان خدمت در سپاه در اصطلاح با عنوان «کویت» (آسان) مشهور بوده‌است زیرا حضور در صف صبحگاهی اردوگاه ساعت ۸ تا ۱۰ (پرسنلی و غیر پرسنلی) انجام شده و حداکثر ۶ ماه را در هر زمانی می‌توانند حضور نداشته باشند. مدت زمان لازم برای ۶ ماه کسر خدمت ۲ سال بسیج فعال (کارت بسیج فعال بر خلاف بسیج ساده) است اگرچه در اخبار به آن اشاره‌ای نمی‌شود. در ارتش در دهه ۱۳۶۰ و ۷۰ اگر شخصی در خدمت سربازی علیه یک فساد داخلی رخ داده در دادگاه نظامی شهادت می‌داد به احتمال بسیار پیشنهاد استخدام با ارتقاء درجه و مزایا دریافت می‌کرد که به مبارزه با فساد بسیار کمک می‌شد.

### معافیت
افرادی که دارای مصدومیت یا نارسایی‌های بدنی یا برخی شرایط اجتماعی و سیاسی هستند از خدمت معاف می‌شوند. اساساً دو نوع معافیت وجود دارد: معافیت موقت و معافیت دائم. افرادی که دارای شرایطی خاص باشند، از طریق بنیاد ملی نخبگان می‌توانند دوره سربازی را با طی دوره آموزشی و انجام یک پروژه به جای مابقی دوره، به اتمام برسانند. دارا بودن شرایط خاص جسمی یا روانی، یکی از امکان‌های معافیت است که جزئیات آن‌ها را می‌توان در سایت وظیفه عمومی مشاهده کرد. معافیت کفالت به معافیتی گفته می‌شود که به دلیل سرپرستی از افراد خانواده به شخص مشمول داده می‌شود.
جانبازان می‌توانند برای فرزند خود معافیت کفالت بگیرند. در صورتی که درصد جانبازی بیش از ۲۵٪ باشد، می‌توانند فرزند دیگر خود را نیز از خدمت معاف کنند. معافیت تحصیلی، از معافیت‌های موقت است؛ به این معنی که دانش‌آموزان و دانشجویان تا هنگامی که به یادگیری مشغولند، از خدمت معاف هستند. در اردیبهشت ماه سال ۱۳۸۸، مسئولین سازمان وظیفه عمومی جمهوری اسلامی ایران به دلیل تراکم بیش از حد مشمولین خدمت سربازی، قوانین جدید معافیت را اعلام کردند که این نوع معافیت از اول فروردین ۱۳۹۱ متوقف شد. در این میان، مبتلایان به آشفتگی جنسیتی از خدمت سربازی معاف هستند. به این صورت که ابتدا یک دورهٔ شش‌ماهه معافیت موقت برای پیگیری‌های لازم در پزشکی قانونی و اخذ مجوز از قوه قضاییه داد می‌شود و در صورت اثبات، معافیت دائم داده می‌شود.

### خروج از کشور
استفاده از تسهیلات تردد مشمولان خارج از ایران، تسهیلاتی بود که بر اساس آن، کسانی که سه سال اقامت پیوسته در خارج از ایران داشته باشند، در هرسال دو نوبت و درمجموع سه ماه می‌توانند به داخل ایران تردد کنند.
کسانی که خدمت سربازی را به پایان نبرده باشند یا معافیت نداشته باشند، برای تحصیل در خارج از کشور و خروج از کشور برای مدت تا یک ماه ۱۵ میلیون تومان و برای مدت بیش از آن ۲۰ میلیون تومان وثیقه بگذارند؛ که این قانون در سال ۱۳۹۶ لغو، و کلیهٔ افراد مشمول دیپلم برای تحصیل در خارج از کشور باید حتماً دارای معافیت یا کارت پایان خدمت باشند.

### مشکلات پس از مهاجرت
پس از مهاجرت از ایران نیز سربازی اجباری، مشکلاتی برای سربازان ایرانی به‌وجود آورده است. در موردهایی که خود مرد ایرانی به رفتن به سربازی در سپاه اعتراف نکرده است، افسر مرزی کشور خارجی با بررسی داده‌های تلفن شخص ایرانی، شواهدی برای اینکه وی زمانی به سپاه خدمت کرده است می‌یافته و به استناد این شواهد، شخص ایرانی را «غیرقابل پذیرش» اعلام می‌کرد. این‌ها به دلیل رخ دادند که آمریکا سپاه پاسداران انقلاب اسلامی را در فهرست سازمان‌های تروریستی گذاشت.

## تبعیض جنسیتی

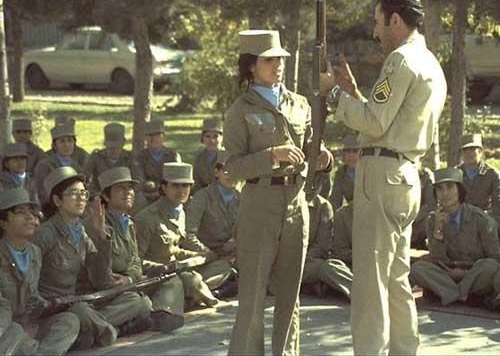
سربازی دختران پیش از انقلاب ۱۳۵۷ ایران

هم‌اکنون در ایران فقط پسران و مردان به سربازی اعزام می‌شوند ولی پیش از انقلاب ۱۳۵۷، دختران نیز به سربازی فرستاده می‌شدند؛ همان‌گونه که هم‌اکنون نیز در برخی از کشورها همچون اسرائیل دختران نیز خدمت نظامی می‌کنند. پس از انقلاب ۵۷، در هنگام بررسی اصل ۱۵۱ قانون اساسی، صافی گلپایگانی، سربازی زنان را یک «بدعت نادرست از سوی حکومت پیشین» دانست و گفت:
این یک بدعت تازه‌ای بود که در زمان طاغوت برای از بین بردن هتک صیانت زنان این مملکت به‌وجود آمد. خواهش من این است که شما کاری نکنید که این بدعت به وسیلهٔ شما تأیید شود… آموزش نظامی برای زنان و بانوان سابقهٔ قبل ندارد و اگر این امر، امر لازمی بود، حضرت رسول اکرم (ص) هم حضرت زهرا (س) را آموزش نظامی می‌داد.— لطف‌الله صافی گلپایگانی، 
از سوی دیگر، موافقان خدمت سربازی زنان با این استدلال که در زمان جنگ دفاع از کشور بر هر زن و مرد و حتی بچه‌ای واجب است خواهان برقراری سربازی بانوان بودند. در نهایت مقرر شد تا زنان نیز آموزش نظامی جداگانه ببینند و امکانات آموزش نظامی به شرط آموزش توسط زنان برای آنان فراهم شود ولی خدمت وظیفه عمومی آموزش نظامی برای زنان الزامی نباشد.

## سربازان فراری و مشکلات وابسته
بر پایه اعلام ناجا تا سال ۱۳۹۵، ۱٫۵ میلیون سرباز فراری شناسایی شده‌است. در سال ۱۳۹۲ هرگونه بخشش برای کسانی که از سربازی فرار کرده‌اند لغو شده و دلیل آن مشوق بودن برای افزایش سرباز فراری‌ها اعلام شد. طبق این تصمیم، تمامی افراد ذکور که به خدمت سربازی نرفته‌اند تا پایان ۵۰ سالگی همچنان در شمول خدمت وظیفه هستند. هرچند تسهیلاتی برای آنان در نظر گرفته شد تا در محل سکونت خدمت سربازی خود را انجام دهند. بر پایه قانونی که از سال ۱۳۹۴ اجرا شد، سربازانی که بیش از ۸ سال غیبت داشته‌اند می‌توانند با پرداخت جریمه معاف شوند.

## رخدادها و جنجال‌ها
- کمپین نه به سربازی اجباری در ایران از شهریور ۱۳۹۲ با هدف آگاهی‌رسانی و دست‌یابی به سربازی اختیاری در ایران آغاز به کار کرده‌است.[۱۳۸][۱۳۹][۱۴۰][۱۴۱][۱۴۲] این کمپین با ترجمه متن‌های اقتصادی و حقوق بشری درباره ضرورت سربازی اختیاری فعالیت می‌کند.[۱۴۳][۱۴۴] آن‌ها هدف خود را بهبود خدمت سربازی اعلام کرده‌اند و نه حذف آن.[۱۴۵]
- در پی واژگونی اتوبوس[۱۴۶] ۱۳ نفر از سرنشینان، که سربازان یک پادگان آموزشی بودند، در جاده سیرجان - نی‌ریز در استان فارس سر صحنه فوت کردند و ۲۲ نفر نیز زخمی شدند که مطابق اعلام اورژانس ۶ نفر از مصدومین در حال انتقال به مراکز درمانی جان خود را از دست دادند و در مجموع تعداد تلفات به ۱۹ نفر افزایش یافت.[۱۴۷][۱۴۸] تمامی کشته شدگان لیسانس وظیفه بودند.[۱۴۹] این اتوبوس در باک زاپاس خود ۲ شهروند افغانستان و کالای قاچاق شامل سیگار، انبه و غیره جاسازی کرده بوده‌است.[۱۵۰] ستاد کل نیروهای مسلح در پیامی حادثه تصادف در منطقه نی‌ریز استان فارس را تسلیت گفت.[۱۵۱] همچنین رئیس‌جمهور حسن روحانی در پیامی علاوه بر تسلیت دستور رسیدگی به وضعیت آنان را صادر کرد.[۱۵۲] این پیام‌ها همگی پس از واکنش رسانه‌ای گسترده مردم در شبکه‌های اجتماعی و پیام‌رسان صورت گرفت.[۱۵۳] بسیاری از هنرمندان و ورزشکاران از جمله علی کریمی، امیر جعفری، برزو ارجمند، اشکان خطیبی و… نیز در صفحات شخصی خود، این واقعه را تسلیت گفتند.[۱۵۳] پس از این حادثه و با توجه به بازتاب‌های فروان رسانه‌ای، تصمیماتی برای بهبود وضعیت حمل و نقل سربازان گرفته شد که یکی از مهمترین آن‌ها استفاده از قطار برای جابجایی سربازان بود. در تاریخ ۱۲ شهریور ۱۳۹۵، پس از مدت‌ها، یک کاروان ۲۵۳ نفره از سربازان نیروی زمینی ارتش با قطار جابجا شدند.[۱۵۴]
- یک دستگاه مینی‌بوس که حامل جمعی از سربازان و افسران کادر نیروی دریایی ارتش بود[۱۵۵] در محور نوشهر-رویان منطقه سی سنگان واژگون شد.[۱۵۶] در این حادثه ۶ نفر مصدوم شدند که متأسفانه منجر به کشته شدن یکی از آن‌ها شد.[۱۵۷][۱۵۸][۱۵۹] این حادثه تنها ۱۰ روز پس از مرگ تعدادی از سربازان در نی‌ریز بود.[۱۶۰] در پی این حادثه رهبر ایران ضمن پیام تسلیت، دستور پیگیری مسئولان را صادر کرد.[۱۶۱]
- کشته‌شدن سربازان مرزبانی: هر ساله تعداد زیادی از مرزبانان ایرانی در درگیری با اشرار یا قاچاقچیان جان خود را از دست می‌دهند که عموماً سربازان وظیفه نیز در بین آن‌ها قرار دارند. علی بیرامی جوان ۲۰ ساله اهل پارس‌آباد مغان آخرین نمونه از این سربازان وظیفه است که مهر سال ۹۹ و پس از کمتر از ۵ ماه از آغاز دوره سربازی به دست گروه تروریستی پژاک کشته شد.[۱۶۲]

### جنجال بازیکنان فوتبال ایرانی
جنجال کارت معافیت بازیکنان فوتبال یکی از جنجالی‌ترین پرونده‌های فساد در فوتبال ایران است که به رویدادی اشاره می‌کند که طی آن کارت پایان خدمت برخی از بازیکنان فوتبال ایران باطل شد.